# 허베이 FC
허베이 FC(중국어: 河北足球俱乐部)는 중국 허베이성 랑팡 시를 연고로 했던 과거 축구 클럽으로 중국 슈퍼리그에서의 최고 성적은 2017 시즌 4위, 중국 FA컵에서의 최고 성적은 2016 시즌 8강이었으며 2023년 3월 29일 자금난으로 해체되었다.

## 역사
- 2010년 5월 28일 팀 창단
- 2013년: 중국 을급리그 승격 플레이오프에서 준우승을 차지하면서 갑급리그로 승격됨
- 2015년: 중국 갑급리그 준우승을 차지하면서 1부 리그로 승격됨
- 2020년: 홈구장을 친황다오에서 랑팡 시 랑팡체육장으로 성(省) 내 연고이전한다.

## 명칭
- 2011년 허베이 이린산좡 (河北依林山庄)
- 2012-2014년 허베이 종지 (河北中基)
- 2015년 허베이 화샤 싱푸 (河北华夏幸福)

## 역대 감독
| 감독              | 임기        |
| ----------------- | ----------- |
| 라도미르 안티치   | 2015        |
| 마누엘 페예그리니 | 2016 ~ 2018 |
| 크리스 콜먼       | 2018 ~ 2019 |
| 김종부            | 2021 ~ 2022 |